# Описанный четырёхугольник

Пример описанного четырёхугольника

В евклидовой геометрии описанный четырёхугольник — это выпуклый четырёхугольник, стороны которого являются касательными к одной окружности внутри четырёхугольника. Эта окружность называется вписанной в четырёхугольник. Описанные четырёхугольники являются частным случаем описанных многоугольников.
Все треугольники имеют вписанные окружности, но не все четырёхугольники. Примером четырёхугольника, в который нельзя вписать окружность, может служить прямоугольник, не являющийся квадратом. Раздел «Свойства» ниже даёт необходимые и достаточные условия, чтобы четырёхугольник был описанным.

## Специальные случаи
Примерами описанных четырёхугольников  могут служить дельтоиды, которые включают ромбы, которые, в свою очередь, включают квадраты. Дельтоиды — это в точности те описанные четырёхугольники, которые также являются ортодиагональными . Если четырёхугольник является описанным и вписанным четырёхугольником, он называется бицентральным.

## Свойства

или. Точки касания образуют вписанный четырёхугольник.

В описанном четырёхугольнике четыре биссектрисы пересекаются в центре окружности. И наоборот, выпуклый четырёхугольник, в котором четыре биссектрисы пересекаются в одной точке, должен быть описанным, и точка пересечения биссектрис является центром вписанной окружности.
Согласно теореме Пито две пары противоположных сторон в описанном четырёхугольнике в сумме дают одно и то же число, которое равно полупериметру s четырёхугольника:
{\displaystyle a+c=b+d={\frac {a+b+c+d}{2}}=s.}
Обратно — четырёхугольник, в котором a + c = b + d, должен быть описанным.
Если противоположные стороны в выпуклом четырёхугольнике ABCD (не являющемся  трапецией) пересекаются в точках E и F, то они являются касательными к окружности тогда и только тогда, когда 
{\displaystyle \displaystyle BE+BF=DE+DF}
или
{\displaystyle \displaystyle AE-EC=AF-FC.}
Второе равенство почти то же, что и равенство в теореме Уркхарта. Разница только в знаках — в теореме Уркхарта суммы, а здесь разности (см. рисунок справа).
Другое необходимое и достаточное условие — выпуклый четырёхугольник ABCD является описанным в том и только в том случае, когда вписанные в треугольники ABC и ADC окружности касаются друг друга.
Описание по углам, образованным диагональю BD со сторонами четырёхугольника ABCD, принадлежит Иосифеску (Iosifescu). Он в 1954 доказал, что выпуклый четырёхугольник имеет вписанную окружность тогда и только тогда, когда 
{\displaystyle \tan {\frac {\angle ABD}{2}}\cdot \tan {\frac {\angle BDC}{2}}=\tan {\frac {\angle ADB}{2}}\cdot \tan {\frac {\angle DBC}{2}}.}
Далее выпуклый четырёхугольник со сторонами a, b, c, d является описанным тогда и только тогда, когда
{\displaystyle R_{a}R_{c}=R_{b}R_{d}},
где Ra, Rb, Rc, Rd являются радиусами  окружностей, внешне касательным сторонам a, b, c, d соответственно и продолжениям смежных сторон с каждой стороны .
Некоторые другие описания известны для четырёх треугольников, образованных диагоналями.

## Специальные отрезки
Восемь отрезков касательных описанного четырёхугольника являются отрезками между вершинами и точками касания на сторонах. В каждой вершине имеется два  равных касательных отрезка.
Точки касания образуют вписанный четырёхугольник.

## Площадь

### Нетригонометрические формулы
Площадь K касательного четырёхугольника задаётся формулой
{\displaystyle S=r\cdot p},
где p — полупериметр и r —  радиус вписанной окружности. Ещё одна формула
{\displaystyle S={\tfrac {1}{2}}{\sqrt {p^{2}q^{2}-(ac-bd)^{2}}}},
дающая площадь в терминах диагоналей p, q и сторон a, b, c, d касательного четырёхугольника.
Площадь можно представить также в терминах касательных отрезков (см. выше). Если их обозначить через e, f, g, h, то касательный четырёхугольник имеет площадь 
{\displaystyle S={\sqrt {(e+f+g+h)(efg+fgh+ghe+hef)}}.}
Более того, площадь касательного четырёхугольника можно выразить в терминах сторон a, b, c, d и соответствующих длин касательных отрезков e, f, g, h
{\displaystyle S={\sqrt {abcd-(eg-fh)^{2}}}.}
Поскольку eg = fh в том и только в том случае, когда он также является вписанным,  получаем, что максимальная площадь {\displaystyle {\sqrt {abcd}}} может достигаться только на четырёхугольниках, которые являются и описанными, и вписанными одновременно.

### Тригонометрические формулы
Тригонометрическая формула для площади в терминах сторон a, b, c, d и двух противоположных углов 
{\displaystyle S={\sqrt {abcd}}\sin {\frac {A+C}{2}}={\sqrt {abcd}}\sin {\frac {B+D}{2}}.}
Для заданного произведения сторон площадь будет максимальной, когда четырёхугольник является также вписанным. В этом случае {\displaystyle S={\sqrt {abcd}}}, поскольку противоположные углы являются дополнительными. Это можно доказать и другим способом, используя математический анализ.
Ещё одна формула площади описанного четырёхугольника ABCD, использующая два противоположных угла
{\displaystyle S=\left(OA\cdot OC+OB\cdot OD\right)\sin {\frac {A+C}{2}}},
где O является центром вписанной окружности.
Фактически площадь можно выразить в терминах лишь двух смежных сторон и двух противоположных углов 
{\displaystyle S=ab\sin {\frac {B}{2}}\csc {\frac {D}{2}}\sin {\frac {B+D}{2}}.}
Есть ещё одна формула
{\displaystyle S={\tfrac {1}{2}}|(ac-bd)\tan {\theta }|,}
где θ угол (любой) между диагоналями. Формула неприменима к случаю дельтоидов, поскольку в этом случае θ равен 90° и тангенс не определён.

### Неравенства
Как упомянуто было вскользь выше, площадь касательного многоугольника со сторонами a, b, c, d удовлетворяет неравенству
{\displaystyle S\leq {\sqrt {abcd}}}
и равенство достигается тогда и только тогда, когда четырёхугольник является бицентральным.
Согласно Т. А. Ивановой (1976), полупериметр p описанного четырёхугольника удовлетворяет неравенству
{\displaystyle p\geq 4r},
где r — радиус вписанной окружности. Неравенство превращается в равенство тогда и только тогда, когда четырёхугольник является квадратом. Это означает, что для площади S = pr, выполняется неравенство
{\displaystyle S\geq 4r^{2}}
с переходом в равенство в том и только в том случае, когда четырёхугольник — квадрат.

### Свойства частей четырёхугольника

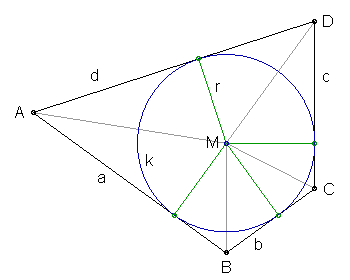
Описанный четырёхугольник с радиусом вписанной окружности r.

Четыре отрезка прямых между центром вписанной окружности и точками касания делят четырёхугольник на четыре прямоугольных дельтоида.
Если прямая делит описанный четырёхугольник на два многоугольника с равными площадями и равными периметрами, то эта линия проходит через инцентр.

## Радиус вписанной окружности
Радиус вписанной окружности описанного четырёхугольника со сторонами a, b, c, d задаётся формулой 
{\displaystyle r={\frac {S}{p}}={\frac {S}{a+c}}={\frac {S}{b+d}}},
где S — площадь четырёхугольника, а p — полупериметр. Для описанных четырёхугольников с заданным полупериметром радиус вписанной окружности максимален, когда четырёхугольник является одновременно и вписанным.
В терминах отрезков касательных радиус вписанной окружности .
{\displaystyle \displaystyle r={\sqrt {\frac {efg+fgh+ghe+hef}{e+f+g+h}}}.}
Радиус вписанной окружности можно выразить также в терминах расстояния от инцентра O до вершин описанного четырёхугольника ABCD. Если u = AO, v = BO, x = CO и y = DO, то
{\displaystyle r=2{\sqrt {\frac {(\sigma -uvx)(\sigma -vxy)(\sigma -xyu)(\sigma -yuv)}{uvxy(uv+xy)(ux+vy)(uy+vx)}}}},
где {\displaystyle \sigma ={\tfrac {1}{2}}(uvx+vxy+xyu+yuv)}.

## Формулы для углов
Если e, f, g и h отрезки касательных от вершин A, B, C и D соответственно к точкам касания окружности четырёхугольником ABCD, то углы четырёхугольника можно вычислить по формулам
{\displaystyle \sin {\frac {A}{2}}={\sqrt {\frac {efg+fgh+ghe+hef}{(e+f)(e+g)(e+h)}}},}
{\displaystyle \sin {\frac {B}{2}}={\sqrt {\frac {efg+fgh+ghe+hef}{(f+e)(f+g)(f+h)}}},}
{\displaystyle \sin {\frac {C}{2}}={\sqrt {\frac {efg+fgh+ghe+hef}{(g+e)(g+f)(g+h)}}},}
{\displaystyle \sin {\frac {D}{2}}={\sqrt {\frac {efg+fgh+ghe+hef}{(h+e)(h+f)(h+g)}}}.}
Угол между хордами KM и LN задаётся формулой(см. рисунок)
{\displaystyle \sin {\varphi }={\sqrt {\frac {(e+f+g+h)(efg+fgh+ghe+hef)}{(e+f)(f+g)(g+h)(h+e)}}}.}

## Диагонали
Если e, f, g и h являются отрезками касательных от A, B, C и D до точек касания вписанной окружности четырёхугольником ABCD, то длины диагоналей p = AC и q = BD равны
{\displaystyle \displaystyle p={\sqrt {{\frac {e+g}{f+h}}{\Big (}(e+g)(f+h)+4fh{\Big )}}},}
{\displaystyle \displaystyle q={\sqrt {{\frac {f+h}{e+g}}{\Big (}(e+g)(f+h)+4eg{\Big )}}}.}

## Хорды точек касания
Если e, f, g и h являются отрезками от вершин до точек касания, то длины хорд до противоположных точек касания равны
{\displaystyle \displaystyle k={\frac {2(efg+fgh+ghe+hef)}{\sqrt {(e+f)(g+h)(e+g)(f+h)}}},}
{\displaystyle \displaystyle l={\frac {2(efg+fgh+ghe+hef)}{\sqrt {(e+h)(f+g)(e+g)(f+h)}}},}
где хорда k соединяет стороны с длинами a = e + f и c = g + h, а хорда l соединяет стороны длиной b = f + g и d = h + e. Квадрат отношения хорд удовлетворяет соотношению 
{\displaystyle {\frac {k^{2}}{l^{2}}}={\frac {bd}{ac}}.}
Две хорды
- перпендикулярны тогда и только тогда, когда четырёхугольник также и вписан [20].
- имеют одинаковые длины тогда и только тогда, описанный четырёхугольник является дельтоидом[21].

Хорда между сторонами AB и CD в описанном четырёхугольнике ABCD длиннее, чем хорда между сторонами BC и DA тогда и только тогда, когда средняя линия между сторонами AB и CD короче, чем средняя линия между сторонами BC и DA.
Если описанный четырёхугольник ABCD имеет точки касания M на AB и N на CD и  хорда MN пересекает диагональ BD в точке P, то отношение отрезков касательных {\displaystyle {\tfrac {BM}{DN}}} равно отношению {\displaystyle {\tfrac {BP}{DP}}} отрезков диагонали BD.

## Коллинеарные точки

Прямая Нагеля QO и ортоцентры H_{M}, H_{N}, H_{K}, H_{L}

Если M1 и M2 являются серединами диагоналей AC и BD соответственно в описанном четырёхугольнике ABCD с центром вписанной окружности O, а пары противоположных сторон пересекаются в  точках E и F и M3 — середина отрезка EF, тогда точки M3, M1, O, и M2 лежат на одной прямой Прямая, соединяющая эти точки, называется прямой Ньютона четырёхугольника.
Если продолжения противоположных сторон описанного четырёхугольника пересекаются в точках E и F, а продолжения противоположных сторон четырёхугольника, образованного точками касания, пересекаются в точках T и S, то четыре точки E, F, T и S лежат на одной прямой
Если вписанная окружность касается сторон AB, BC, CD, DA в точках M, K, N и L соответственно, и если TM, TK, TN, TL являются изотомически сопряжёнными точками этих точек (то есть AТM = BM и т.д.), то  точка Нагеля определяется как пересечение прямых TNTM и TKTL. Обе эти прямые делят периметр четырёхугольника на две равные части. Однако важнее то, что точка Нагеля Q,  "центроид площади" G и центр вписанной окружности O лежат на одной прямой, и при этом QG = 2GO. Эта прямая называется прямой Нагеля описанного четырёхугольника.
В описанном четырёхугольнике ABCD с центром вписанной окружности O, в котором диагонали пересекаются в точке P, пусть HM, HK, HN, HL являются  ортоцентрами треугольников AOB, BOC, COD и DOA соответственно. Тогда точки P, HM, HK, HN и HL лежат на одной прямой.

## Конкурентные и перпендикулярные прямые
Две диагонали четырёхугольника и две хорды, соединяющие противоположные точки касания (противоположные вершины вписанного четырёхугольника), конкурентны (т.е. пересекаются в одной точке). Для того, чтобы показать это, можно воспользоваться частным случаем теоремы Брианшона, которая утверждает, что шестиугольник, все стороны которого касаются коническое сечение, имеет три диагонали, пересекающиеся в одной точке. Из описанного четырёхугольника легко получить шестиугольник с двумя углами по 180° путём вставки двух новых вершина противоположных точках касания. Все шесть сторон полученного шестиугольника являются касательными вписанной окружности, так что его диагонали пересекаются в одной точке. Но две диагонали шестиугольника совпадают с диагоналями четырёхугольника, а третья диагональ проходит через противоположные точки касания. Повторив те же рассуждения для двух других точек касания, получим требуемый результат.
Если вписанная окружность касается сторон AB, BC, CD и DA в точках M, K, N, L соответственно, то прямые MK, LN и AC конкурентны.
Если продолжения противоположных сторон описанного четырёхугольника пересекаются в точках E и F, а диагонали пересекаются в точке P, то прямая EF перпендикулярна продолжению OP, где O — центр вписанной окружности.

## Свойства вписанной окружности
Отношения двух противоположных сторон описанного четырёхугольника можно выразить через расстояния от центра вписанной окружности O до соответствующих вершин
{\displaystyle {\frac {AB}{CD}}={\frac {OA\cdot OB}{OC\cdot OD}},\quad \quad {\frac {BC}{DA}}={\frac {OB\cdot OC}{OD\cdot OA}}.}
Произведение двух смежных сторон описанного четырёхугольника ABCD с центром вписанной окружности O удовлетворяет соотношению
{\displaystyle AB\cdot BC=OB^{2}+{\frac {OA\cdot OB\cdot OC}{OD}}.}
Если O — центр вписанной окружности четырёхугольника ABCD, то
{\displaystyle OA\cdot OC+OB\cdot OD={\sqrt {AB\cdot BC\cdot CD\cdot DA}}.}
Центр вписанной окружности O совпадает с "центроидом вершин" четырёхугольника в том и только в том случае, когда
{\displaystyle OA\cdot OC=OB\cdot OD.}
Если M1 и M2 являются серединами диагоналей AC и BD соответственно, то
{\displaystyle {\frac {OM_{1}}{OM_{2}}}={\frac {OA\cdot OC}{OB\cdot OD}}={\frac {e+g}{f+h}},}
где e, f, g и h — отрезки касательных в вершинах A, B, C 
и D соответственно. Комбинируя первое равенство с последним, получим, что "центроид вершин" описанного четырёхугольника совпадает с центром вписанной окружности тогда и только тогда, когда центр вписанной окружности лежит посередине между средними точками диагоналей.
Если четырёхзвенный механизм выполнен в виде описанного четырёхугольника, четырёхугольник остаётся описанным независимо от его деформации, при условии, что четырёхугольник остаётся выпуклым (Так, например, при деформации квадрата в ромб четырёхугольник остаётся описанным, хотя вписанная окружность будет меньшего размера). Если при деформации одна сторона зафиксирована, то при деформации четырёхугольника центр вписанной окружности движется по окружности радиуса {\displaystyle {\sqrt {abcd}}/s}, где a,b,c,d — стороны, а s — полупериметр.

## Свойства четырёх внутренних треугольников

Описание Чао и Симеонова (Chao, Simeonov) в терминах радиусов окружностей, вписанных в каждый из четырёх и треугольников

Для непересекающихся треугольниках APB, BPC, CPD, DPA, образованных диагоналями выпуклого четырёхугольника ABCD, где диагонали пересекаются в точке P, имеются следующие свойства.
Пусть r1, r2, r3 и r4 означают радиусы вписанных окружностей треугольников APB, BPC, CPD и DPA соответственно. Чао и Симеонов доказали, что четырёхугольник является описанным тогда и только тогда, когда
{\displaystyle {\frac {1}{r_{1}}}+{\frac {1}{r_{3}}}={\frac {1}{r_{2}}}+{\frac {1}{r_{4}}}.}
Это свойство было доказано пятью годами ранее Вайнштейном.
В решении его задачи похожее свойство было дано Васильевым и Сендеровым. Если через hM, hK, hN и hL обозначить высоты тех же треугольников (опущенных из пересечения диагоналей P), то четырёхугольник является описанным тогда и только тогда, когда 
{\displaystyle {\frac {1}{h_{M}}}+{\frac {1}{h_{N}}}={\frac {1}{h_{K}}}+{\frac {1}{h_{L}}}.}
Ещё одно похожее свойство относится к радиусам вневписанных окружностей rM, rK, rN и rL для тех же четырёх треугольников (четыре вневписанные окружности касаются каждой из сторон четырёхугольника и продолжений диагоналей). Четырёхугольник является описанным в том и только в том случае, когда 
{\displaystyle {\frac {1}{r_{M}}}+{\frac {1}{r_{N}}}={\frac {1}{r_{K}}}+{\frac {1}{r_{L}}}.}
Если RM, RK, RN и RL — радиусы  описанных окружностей треугольников APB, BPC, CPD и DPA соответственно, то  четырёхугольник ABCD является описанным тогда и только тогда, когда 
{\displaystyle R_{M}+R_{N}=R_{K}+R_{L}.}
В 1996 Вайнштейн, похоже, был первым, кто доказал ещё одно замечательное свойство описанных четырёхугольников, которое позднее появилось в нескольких журналах и сайтах. Свойство утверждает, что если выпуклый четырёхугольников разделён на четыре неперекрывающихся треугольника его диагоналями, центры вписанных окружностей этих треугольников лежат на одной окружности тогда и только тогда, когда четырёхугольник является описанным. Фактически центры вписанных окружностей образуют ортодиагональный вписанный четырёхугоольник . Здесь вписанные окружности можно заменить на вневписанные (касающиеся стороны и продолжения диагоналей четырёхугольника). Тогда выпуклый четырёхугольник является описанным тогда и только тогда, когда центры вневписанных окружностей являются вершинами вписанного четырёхугольника.
Выпуклый четырёхугольник ABCD, в котором диагонали пересекаются в точке P, является описанным тогда и только тогда, когда четыре центра вневписанных окружностей треугольников APB, BPC, CPD и DPA лежат на одной окружности (здесь вневписанные окружности пересекают стороны четырёхугольника, в отличие от аналогичного утверждения выше, где вневписанные окружности лежат вне четырёхугольника). Если Rm, Rn, Rk и Rl — радиусы вневписанных окружностей APB, BPC, CPD и DPA соответственно, противоположных вершинам B и D, то ещё одним необходимым и достаточным условием того, что четырёхугольник является описанным, будет 
{\displaystyle {\frac {1}{R_{m}}}+{\frac {1}{R_{n}}}={\frac {1}{R_{k}}}+{\frac {1}{R_{l}}}.}
Далее выпуклый четырёхугольник, в котором диагонали пересекаются в точке P, является описанным тогда и только тогда, когда 
{\displaystyle {\frac {m}{\triangle (APB)}}+{\frac {n}{\triangle (CPD)}}={\frac {k}{\triangle (BPC)}}+{\frac {l}{\triangle (DPA)}}}
где m, k, n, l – длины сторон AB, BC, CD и DA, а ∆(APB) — площадь треугольника APB.
Обозначим отрезки, на которые точка P делит диагональ AC как AP = pa и PC = pc. Аналогичным образом P делить диагональ BD на отрезки BP = pb и PD = pd. Тогда четырёхугольник является описанным тогда и только тогда, когда выполняется одно из равенств:
{\displaystyle mp_{c}p_{d}+np_{a}q_{b}=kp_{a}p_{d}+lp_{c}p_{b}}
или 
{\displaystyle {\frac {(p_{a}+p_{b}-m)(p_{c}+p_{d}-n)}{(p_{a}+p_{b}+m)(p_{c}+p_{d}+n)}}={\frac {(p_{c}+p_{b}-k)(p_{a}+p_{d}-l)}{(p_{c}+p_{b}+k)(p_{a}+p_{d}+l)}}}
или
{\displaystyle {\frac {(m+p_{a}-p_{b})(n+p_{c}-p_{d})}{(m-p_{a}+p_{b})(n-p_{c}+p_{d})}}={\frac {(k+p_{c}-p_{b})(l+p_{a}-p_{d})}{(k-p_{c}+p_{b})(l-p_{a}+p_{d})}}.}

## Условия для описанного четырёхугольника быть другим типом четырёхугольника
Описанный четырёхугольник является ромбом в том и только в том случае, когда противоположные углы равны.
Если вписанная окружность касается сторон AB, BC, CD, DA в точках M, K, N, L соответственно, то ABCD является также вписанным четырёхугольником тогда и только тогда, когда
- хорда MN перпендикулярна KL
- {\displaystyle {\frac {AM}{MB}}={\frac {DN}{NC}}}
- {\displaystyle {\frac {AC}{BD}}={\frac {AM+CN}{BK+DL}}}

Первое утверждение из этих трёх означает, что четырёхугольник касаний MKNL является  ортодиагональным.
Описанный четырёхугольник является бицентричным (т.е. описанным и вписанным одновременно) тогда и только тогда, когда радиус вписанной окружности наибольший среди всех описанных четырёхугольников, имеющих ту же самую последовательность длин сторон.
Описанный четырёхугольник является дельтоидом в том и только в том случае, когда любое из нижеследующих условий выполняется:
- Площадь равна половине произведения диагоналей
- Диагонали перпендикулярны
- Два отрезка, соединяющие  противоположные точки касания, имеют равные длины
- Одна пара противоположных отрезков от вершины до точки касания имеют одинаковые длины
- Средние линии имеют одинаковые длины
- Произведения противоположных сторон равны
- Центр вписанной окружности лежит на диагонали, являющейся осью симметрии.

## Внешние ссылки
- Weisstein, Eric W. Tangential Quadrilateral (англ.) на сайте Wolfram MathWorld.